# Baraczewo (siemionowskij sielsowiet, rejon wołogodzki)
Baraczewo (ros. Барачево) – wieś w Rosji, w rejonie wołogodzkim obwodu wołogodzkiego. W 2010 r. liczyła 57 mieszkańców.